# Dactylolabis transversa
Dactylolabis transversa är en tvåvingeart som först beskrevs av Johann Wilhelm Meigen 1804.  Dactylolabis transversa ingår i släktet Dactylolabis och familjen småharkrankar. Inga underarter finns listade i Catalogue of Life.